# ملی‌گرایی اسلامی
ملی‌گرایی اسلامی، نوعی ملی‌گرایی دینی است که با ترکیب ملی‌گرایی و اسلام‌گرایی، در پی پیشبرد منافع مسلمانان است. این دیدگاه معتقد است که همه مسلمانان به دلیل پایبندی به دین اسلام، یک ملت واحد به نام امت را تشکیل می‌دهند و باید تحت یک حکومت اسلامی جهانی واحد، متحد شوند. به همین دلیل، این ایدئولوژی، اغلب با پان‌اسلامیسم، یکسان انگاشته می‌شود. منتقدان استدلال می‌کنند که ملی‌گرایی، ذاتاً با اسلام ناسازگار است؛ زیرا ایدئولوژی اسلام‌گرا، مفهوم غربی دولت-ملت‌ها را که معمولاً به وحدت مبتنی بر عوامل زبانی، فرهنگی، قومی و سرزمینی متوسل می‌شود، رد می‌کند.

## مثال‌ها

### پاکستان
برخلاف شکل سکولار ملی‌گرایی که در اکثر کشورهای دیگر مورد حمایت قرار می‌گیرد، ملی‌گرایی پاکستانی، ماهیتی مذهبی دارد و از ملی‌گرایی اسلامی، تشکیل شده است. دین، اساس روایت ملی‌گرایانه پاکستانی است. ملی‌گرایی پاکستانی ارتباط نزدیکی با میراث مسلمانان و دین اسلام دارد و همچنین با پان‌اسلامیسم مرتبط است؛ همان‌طور که در نظریه دو ملت توصیف شده است. همچنین به آگاهی و بیان تأثیرات مذهبی و قومی اشاره دارد که به شکل‌گیری آگاهی ملی کمک می‌کند. پاکستان، «مرکز جهانی اسلام سیاسی» نامیده شده است.

### فلسطین
حماس، فلسطین را سرزمینی مقدس و آن را جبهه اصلی جهاد می‌داند و مقاومت خود را به عنوان یک روش اسلامی برای مبارزه با اشغالگری اسرائیل معرفی می‌کند. این گروه کوشیده است که اسلام‌گرایی را با ملی‌گرایی فلسطینی در هم آمیزد و خود را به عنوان یک جنبش ملی‌گرا با دستور کار ملی‌گرایی اسلامی، متمایز از جنبش‌های ملی‌گرای سکولار، معرفی کند. ماده ۱۲ منشور ۱۹۸۸ حماس تصریح می‌کند که «از دیدگاه جنبش مقاومت اسلامی، ملی‌گرایی، بخش جدایی‌ناپذیری از ایدئولوژی دینی است.»